# Eduard Ignaz Koch
Eduard Ignaz Koch (1821 – 1875) è stato un presbitero tedesco cattolico e rivoluzionario.
Prese parte alla Rivoluzione tedesca del 1848-1849. Emigrato negli Stati Uniti nel 1850, propose a Marx, nel 1851, di pubblicare il Manifesto del Partito Comunista (pubblicato nel 1848). Tuttavia il progetto non ebbe seguito.